# Dolní Hradiště
Dolní Hradiště è un comune della Repubblica Ceca facente parte del distretto di Plzeň-sever, nella regione di Plzeň.